# Brooke Bennett
Pour les articles homonymes, voir Bennett.
Brooke Marie Bennett, née le 6 mai 1980 à Tampa en Floride, est une nageuse américaine, spécialiste des épreuves de demi-fond en nage libre (400 m et 800 m nage libre). Triple championne olympique en 1996 et 2000, elle est régulièrement écartée des bassins internationaux depuis une opération des épaules en 2001.

## Biographie
Une nageuse prodige
Elle apprit à nager grâce à son grand-père qui lui construisit une piscine quand elle était enfant. Elle atteint rapidement le haut-niveau pour concurrencer les seniors alors qu'elle n'est âgée que de 14 ans. Ainsi, lors des championnats du monde seniors de Rome en 1994, la jeune nageuse monte sur la troisième marche du podium du 800 m nage libre. Elle s'illustre l'année suivante aux Jeux panaméricains en remportant le 400 m nage libre. En 1996, alors qu'elle n'a que 16 ans, elle dispute ses premiers Jeux olympiques organisés à Atlanta. L'Américaine y remporte la médaille d'or sur l'épreuve du 800 m nage libre en devançant l'Allemande Dagmar Hase.
Lors des championnats du monde 1998 de Perth, la nageuse américaine obtient son premier titre mondial en remportant l'épreuve du 800 m nage libre. Elle est en revanche battue par une chinoise sur 400 m nage libre et par les relayeuses allemandes avec le relais US 4 × 200 m nage libre.
Qualifiée après les sélections olympiques pour les Jeux de Sydney en 2000, l'Américaine y réalise le doublé 400 m - 800 m nage libre. Sur la première épreuve, elle devance sa compatriote Diana Munz en battant son record personnel (4 min 05 s 80). Sur 800 m nage libre, elle devance l'Ukrainienne Jana Klotchkova en établissant un nouveau record olympique. À 20 ans, elle devient la première femme à réaliser le doublé 400 - 800 m nage libre depuis Janet Evans en 1988.
L'éloignement des bassins
En 2001, la nageuse subit une opération des deux épaules pour soigner des douleurs qui le handicapaient depuis 1998. Cette opération éloigne l'Américaine des bassins pendant plus de deux ans avant qu'elle ne reprenne l'entraînement en 2003 avec l'espoir de disputer ses troisièmes Jeux olympiques. Cependant, et malgré un retour au haut-niveau, elle ne parvient pas à réaliser cet exploit puisqu'écartée lors des redoutables sélections olympiques américaines. Alors que seules les deux premières nageuse valident leur qualification pour Athènes, Brooke Bennett y obtient la troisième place sur 800 m nage libre. Elle échoue également sur 400 m nage libre.
Malgré sa longue période d'inactivité, la triple championne olympique s'entraîne en vue d'une participation aux Jeux olympiques de 2008 organisés à Pékin.
La comparaison avec Janet Evans
En 1996, alors qu'elle remportait le titre olympique du 800 m nage libre, la détentrice du record du monde de la distance et quadruple championne olympique Janet Evans ne prit que la sixième place. Déjà, de nombreux spécialistes voyaient dans cette course le passage de témoin de la meilleure nageuse de l'histoire sur demi-fond à la nageuse de seize ans. Mais bien que triple championne olympique sur 400 m et 800 m nage libre, Brooke Bennett n'a jamais pu améliorer les records du monde de sa compatriote Janet Evans.

## Palmarès

### Jeux olympiques
- Jeux olympiques de 1996 à Atlanta (États-Unis) :
  -  Médaille d'or sur 800 m nage libre (8 min 27 s 89).

- Jeux olympiques de 2000 à Sydney (Australie) :
  -  Médaille d'or sur 400 m nage libre (4 min 5 s 80).
  -  Médaille d'or sur 800 m nage libre (8 min 19 s 67 - record olympique).

### Jeux panaméricains
- Jeux Panaméricains de 1995 à Mar del Plata (Argentine) :
  -  Médaille d'or sur 400 m nage libre
  -  Médaille d'argent sur 800 m nage libre

### Championnats du monde
| Discipline / Année   | Rome 1994 Grand bassin | Perth 1998 Grand bassin | Athènes 2000 Petit bassin |
| -------------------- | ---------------------- | ----------------------- | ------------------------- |
| 400 m nage libre     | -                      | Argent 4 min 7 s 07     | -                         |
| 800 m nage libre     | Bronze 8 min 31 s 30   | Or 8 min 28 s 71        | Argent 8 min 19 s 66      |
| 4 × 200 m nage libre | -                      | Argent 8 min 2 s 88     | Argent 7 min 50 s 59      |

### Championnats pan-pacifiques
- Championnats pan-pacifiques de 1997 à Fukuoka (Japon) : 
  -  Médaille d'or sur 800 m nage libre (8 min 26 s 36).
  -  Médaille d'or sur 1 500 m nage libre (16 min 10 s 24).
  -  Médaille d'argent sur 400 m nage libre (4 min 9 s 77).

## Records
Le temps réalisé lors de la finale du 800 m nage libre des Jeux olympiques de 2000 constitue l'actuel record olympique (8 min 19 s 67).